# Augustus Koopman
Augustus Koopman, né le 2 janvier 1869 à  Charlotte et mort le 30 janvier 1914 à Étaples, est un peintre, graveur et portraitiste américain.

## Biographie

### Enfance, famille et formation
Augustus Bernhard Koopman naît le 15 avril 1873 à Charlotte, État de la Caroline du Nord, aux États-Unis du mariage de Bernard Koopman, propriétaire de l'hôtel Koopman d'Atlantic City et de Johanna. En 1897, il épouse, en 1897, Louise Lovett Osgood, née à Cohasset, État du Massachusetts, ils ont deux enfants, Ellen Koopman, née en 1898 en Hollande et Bernard Koopman (en), né le 19 janvier 1900 dans le 7e arrondissement de Paris, qui a pour témoin de naissance l'artiste peintre Rupert Bunny. À la naissance de leur fils, ils sont domiciliés au no 23 rue du Général-Bertrand dans le 7e arrondissement de Paris. Augustus Koopman et Louise Osgood divorcent en 1912 et Louise repart vivre dans le Massachusetts avec ses deux enfants, au début de la Première Guerre mondiale, juste après le décès d'Augustus Koopman,,,,.
Il fréquente la Central High School (Philadelphia) (en) et commence des études d'art à la Pennsylvania Academy of the Fine Arts.
Il part en Europe, et, à l'école des Beaux-Arts de Paris, devient l'élève de William Bouguereau et de Tony Robert-Fleury.

### Carrière européenne

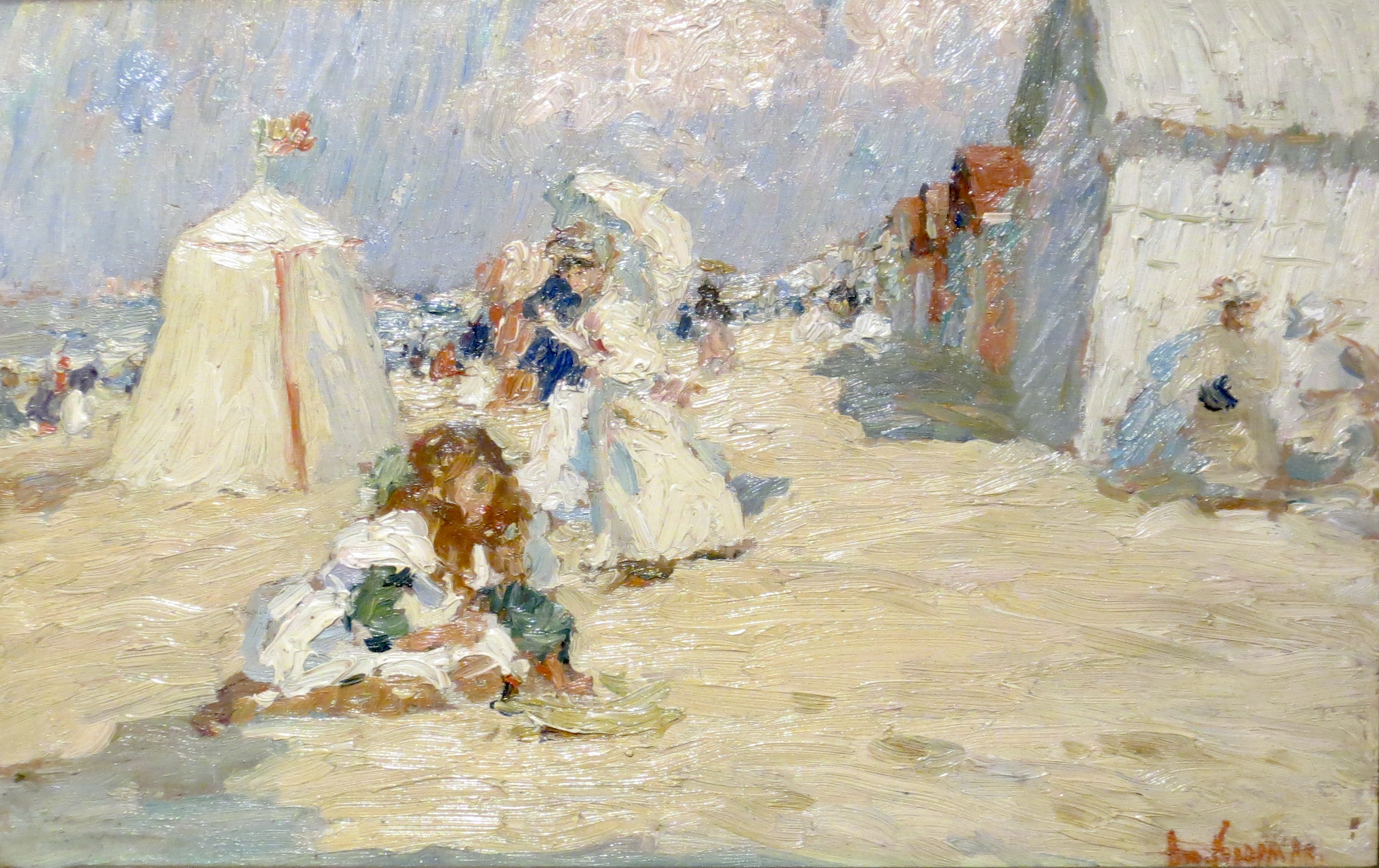
Plage animée, vers 1912.

Augustus Koopman fait de la France, son second pays, et passe l'hiver à Paris et le printemps et l'été, dans le village de pêcheurs d'Étaples, au sein de la colonie artistique d'Étaples ainsi que dans le petit village de pêcheurs d'Équihen.
Il enseigne la peinture à Paris de 1896 à 1899 et se spécialise dans le portrait à Londres de 1902 à 1906.
Il est souvent qualifié de peintre de l'émotivité. Il trouve l'inspiration dans l'océan et ses tempêtes, catastrophes et bateaux.
Dans ses premiers tableaux, on retrouve des caractéristiques des artistes hollandais comme Mesdag et Blommers. Plus tard, il est influencé par les impressionnistes et les postimpressionnistes.
Il n'est pas uniquement un peintre marin mais également un peintre de figures, utilisant ses propres enfants comme modèles. Il peint une décoration remarquable, Arts Industriels, pour le pavillon du gouvernement américain à l'Exposition de Paris en 1900. Ses pointes sèches et ses gravures sont généralement des pêcheurs, des scènes de cafés et des personnages.
Pour son tableau Return of the shrimpers, il reçoit, en 1904, une médaille à l'Exposition de Saint-Louis. Cette œuvre est de nouveau exposé, en 1910, à l'Exposition internationale d'art de Venise. Il expose aussi à Paris, Munich, Londres, Venise et dans les expositions américaines.
En 1912, il est élu associé de la Société nationale des beaux-arts.

### Récompenses
Augustus Koopman reçoit de nombreux prix, médailles et prix comme la médaille d'argent pour sa décoration à l'Exposition de Paris, les médailles de bronze à l'Exposition panaméricaine de Buffalo (1901) et à l'Exposition universelle de 1904 de Saint-Louis, et une médaille d'argent à l'Exposition des Appalaches à Knoxville (1911).
Ses portraits et décorations sont présentés dans les collections françaises et américaines des musées de Saint-Louis, Saint-Paul et Détroit, au Art Club of Philadelphia (en) et au Brooklyn Institute of Arts and Sciences. Ses gravures sont présentées à la Bibliothèque du Congrès à Washington, D.C., et il y a une collection à la Bibliothèque publique de New York.

### Mort
Augustus Koopman meurt, malade et paralysé, à l'âge de 45 ans, le 30 janvier 1914, à Étaples dans le département du Pas-de-Calais,.

## Œuvres
- Farewell from the quay, huile sur toile, 72,4 × 92,1 cm, 1887
- Le petit bateau à la voile, huile sur toile, 81,3 × 100,3 cm, 1904
- Women in Marketplace, Étaples, France, huile sur toile, 45,72 × 38,1 cm, 1912
- The Pariah, huile sur toile, 205 × 146 cm, 1912
- The old fisherman, huile sur toile, 73,7 × 61 cm
- The artist's wife, Louise, huile sur toile, 99,1 × 81,3 cm
- Autoportrait, huile sur toile, 210,5 × 130 cm[9]

## Collections publiques
- Étaples, musée de la marine : L'Effort, huile sur toile, 78 × 93,5 cm[10]
- Le Touquet-Paris-Plage, musée municipal :
  - Sans titre, huile sur toile, 66 × 81,3 cm[11]
  - Sans titre titre attribué Scène de genre avec lampions à la main, vers 1910, huile sur toile, 79,5 × 94,7 cm, achat en 2010[12]

## Collections particulières
- L'Effort, gravure, 40 × 56 cm
- Plage animée, huile sur toile, vers 1912
- Hollandaises dans un intérieur, dessin, non daté[13]

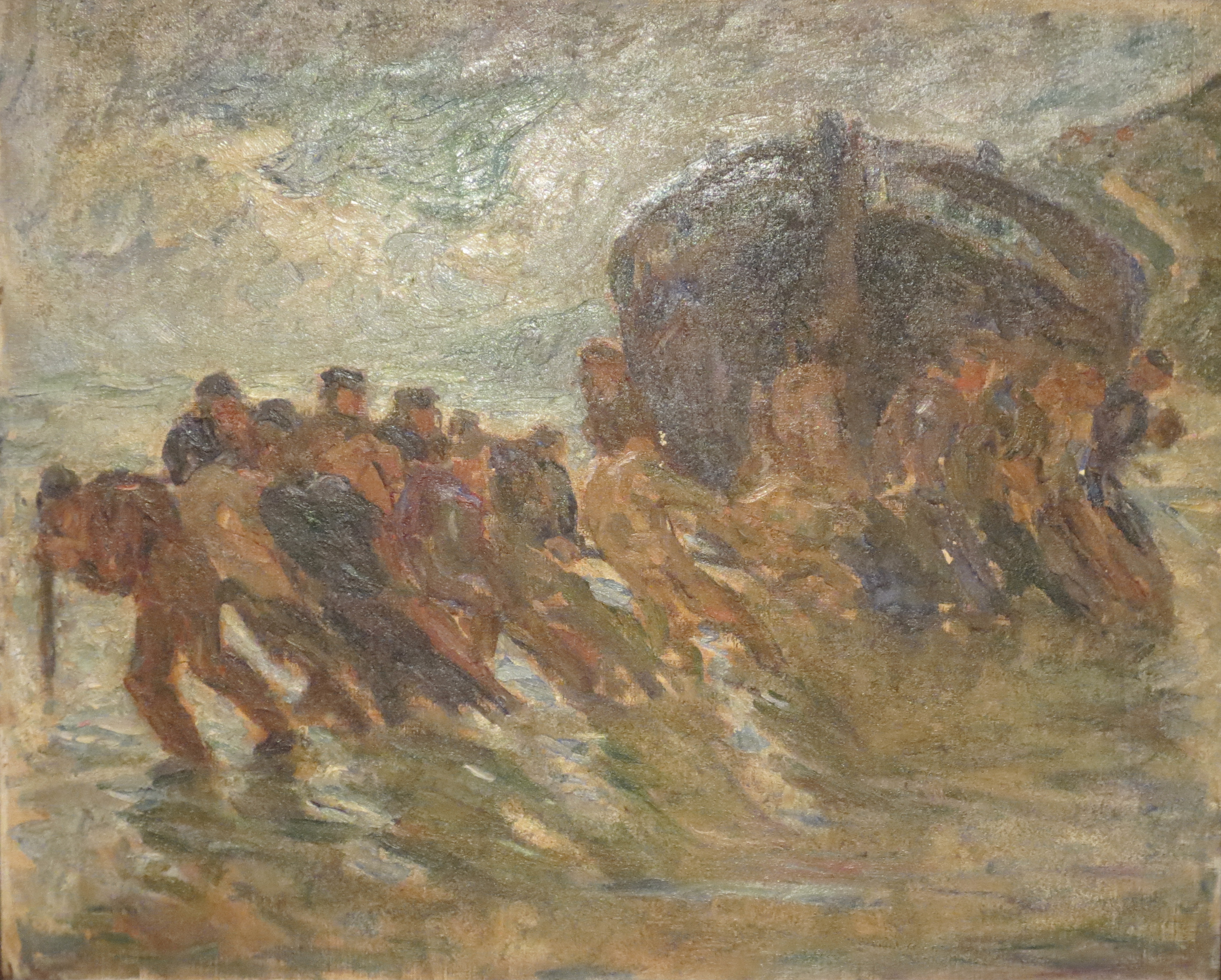
L'Effort.
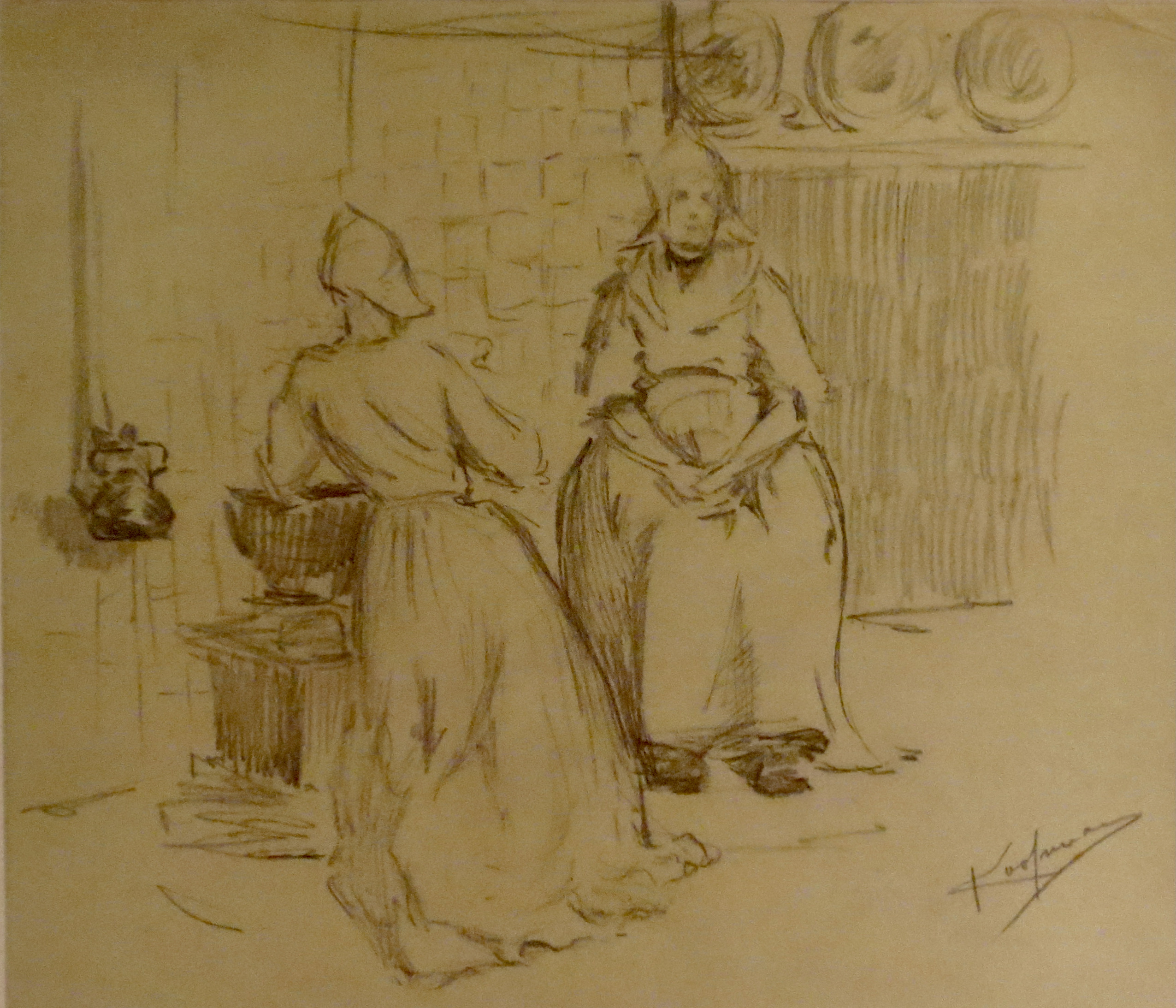
Hollandaises dans un intérieur.

## Expositions
- musée du Touquet-Paris-Plage : 
  - 2018, Impressions nocturnes, Les peintres de la Côte d’Opale à l’aube du XXe siècle[14]
  - 2021, Lumière d'Opale, Les peintres étrangers de la colonie d’Étaples (1880-1920)[12]